# Fons Stessel
Alfons (Fons) Stessel (Wilsele, 13 januari 1929 – Tierra Nueva (Guatemala-Stad), 19 december 1994) was een Belgisch missionaris. Stessel was lid van de Congregatie van het Onbevlekt Hart van Maria, beter gekend als de scheutisten. In 1994 werd hij vermoord, een van de vele priesters die het leven liet tijdens de Guatemalteekse Burgeroorlog.

## Biografie
Stessel werd geboren in een kroostrijk gezin in Wilsele, een gemeente nabij Leuven en thans deelgemeente van deze stad.
Op 8 september 1949 legde hij zijn eerste geloften af te Scheut. Vijf jaar later, op 12 september 1954, werd hij tot priester gewijd. Hij vertrok in 1955 als missionaris naar Congo, toen nog een Belgische kolonie. Hij was tijdens zijn eerste jaren werkzaam als rondtrekkend missionaris en proost van katholieke jongerenorganisaties. In 1971 werd hij parochiepriester in Bilomba.
In 1973 verliet hij Congo en studeerde gemeenschapsontwikkeling in Parijs en sociale ontwikkeling in Brussel. In 1974 keerde hij terug en werd pastoor in Tshikapa. Deze functie bekleedde Stessel tot hij Congo definitief verliet in 1985, na er ongeveer 30 jaar werkzaam te zijn geweest.
Op 1 mei 1986 kwam hij aan in Guatemala en vervoegde er de parochieploeg van El Calvario. In 1989 werd hij benoemd tot pastoor in Tierra Nueva, een parochie in de hoofdstad. Hij zette er zich voornamelijk in voor de armen in de sloppenwijken.
De provinciale overste van de scheutisten ging akkoord met het pensioen van Stessel, dat op 1 januari 1995 zou ingaan. Hij zou verhuizen naar een bescheiden woning aan de oever van het Lago Amatitlán en aldaar zijn tijd wijden aan gebed en de studie van de Mayacultuur.

### Moord
In de nacht van 19 december 1994 werd pater Stessel, toen hij van een eetgelegenheid naar huis naar ging, neergeschoten. Ooggetuigen identificeerden drie jonge mannen en een jonge vrouw die hem omringden. Er werden in mei 1995 enkele arrestaties verricht. Alle arrestanten werden gelinkt aan eenzelfde bende, geleid door "commandant Ivan". De hoofdverdachte werd opgepakt in 1996 en bekende schuld.
In 1997 werden alle arrestanten vrijgelaten bij gebrek aan bewijs, op de hoofdverdachte en diens vriendin na. In 1998 werd de hoofdverdachte schuldig bevonden aan doodslag, en niet moord. Hij kreeg een gevangenisstraf van 20 jaar, terwijl er 30 jaar werd geëist. De vriendin van de moordenaar werd schuldig bevonden aan het verdoezelen van de misdaad en verkreeg een celstraf van drie jaar, maar kwam vrij door haar geldboete onmiddellijk integraal te betalen. De leider van de bende, Adam Ávila Palma, bijgenaamd "commandant Ivan", werd later opgepakt als verdachte bij de moord op bisschop Gerardi.

### Herinnering
In Wilsele, zijn geboortedorp, werd een straat naar hem vernoemd. Aan de ingang van de Sint-Martinuskerk in Wilsele-Dorp staat een monument ter zijner nagedachtenis.
Op 7 mei 2000 bracht paus Johannes Paulus II – in het kader van het Jubeljaar 2000 – hulde aan de "martelaren van de 20e eeuw" in het Colosseum te Rome. Bisschoppenconferenties wereldwijd werden gevraagd om namen van mannen en vrouwen die in de voorbije eeuw hun leven gaven voor hun geloofsovertuiging of vanuit hun evangelische inzet. Vanuit de Belgische bisschoppenconferentie werden ruim 100 namen doorgegeven, waaronder de naam van pater Stessel.